# عبد الكريم القحطاني
عبد الكريم القحطاني لاعب كرة قدم سعودي يلعب حالياً في نادي الباطن من مواليد	9 فبراير 1993م .

## مسيرة اللاعب
لعب في نادي الهلال السعودي فئة الناشئين وفئة الشباب . حقق بطولتي كأس الملك 2015 وكأس السوبر السعودي 2015.
بدأ مع الهلال وأعاره نادي الهلال إلى نادي الرائد في عام 2016 و إنتقل إلى نادي الفيحاء عام 2017 و انتقل إلى نادي الوحدة في عام 2020 و أعير إلى نادي الطائي في صيف 2021 وانتقل إلى نادي الباطن في عام 2024.

## روابط خارجية
- عبد الكريم القحطاني على موقع Soccerway.com (الإنجليزية)
- عبد الكريم القحطاني على موقع كووورة